# لورا کاردوسو
لورا کاردوسو (زاده ۱۳ سپتامبر ۱۹۲۷) بازیگر برزیلی است. او به عنوان یکی از بهترین و شناخته شده‌ترین بازیگران زن برزیلی سینما، تئاتر و تلویزیون شناخته می‌شود.

## اوایل زندگی
لوریندا دِ ژِزوس کاردوسو در شهر سائوپائولو به دنیا آمد. والدین او مهاجرانی از پرتغال بودند.در ابتدا خانوادهاش با فعالیت هنری او مخالف بودند، اما وقتی لورا ۱۵ ساله شد، دیگر هیچ تردیدی نداشت. او مصمم بود که به عرصه هنر وارد شود و به همین دلیل کار خود را با بازی در رادیونوولاهای شبکه رادیو کیهان آغاز کرد.

## پیشه
کاردوسو که در آن زمان بسیار جوان بود، اولین حضور تلویزیونی خود را در برنامه تریبونال دو کوراسائو (۱۹۵۲) شبکه Tupi تجربه کرد. او سپس در چندین تله‌نوول معروف از جمله "Um Lugar ao Sol" (۱۹۵۹) - اقتباسی از رمان تئودور درایزر به کارگردانی دیونیزیو آزودو - و "Ídolo de Pano" (۱۹۷۵) اثر تکسیرا فیلیو بازی کرد. در همان دوران، او با شبکه‌های TV Excelsior, RecordTV و TV Cultura نیز همکاری داشت.
پس از دو سال فعالیت متمرکز در تئاتر، در سال ۱۹۸۱ از سوی شبکه گلوبو دعوت شد تا به گروه بازیگران تله‌نوول «بریلهانته» اثر ژیلبرتو براگا بپیوندد.
در سال ۱۹۸۲، او در فیلم‌های «لانه مار» و «استعفا» که از تلویزیون باندیرانتس پخش می‌شد، ایفای نقش کرد. در ادامه همکاری با شبکه گلوبو، کاردوسو در سه تله‌نوول والتر نگروئو ظاهر شد: «نان-نان، بوسه-بوس» (۱۹۸۳)، «رایگان برای پرواز» (۱۹۸۴) و «چرخ آتش» (۱۹۸۸). سپس در «ملکه قراضه» (۱۹۹۰) اثر سیلویو دی آبرو و «خوشبختی» (۱۹۹۱) اثر مانوئل کارلوس بازی کرد و در سه بازسازی موفق دیگر از تله‌نوول‌ها حضور یافت که دو مورد از آنها ساخته ایوانی ریبیرو بودند: «زنان شنی» (۱۹۹۳) و «یک سفر» (۱۹۹۴).
در سال ۱۹۹۵، کاردوسو در "برادران شجاعت" و تله‌نوول قلب منفجر می‌شود" اثر گلوریا پرز ظاهر شد - که اولین تله‌نوولی بود در پروژاک (امروزه با نام استودیو گلوبو شناخته می‌شود) فیلمبرداری شد. در سال ۱۹۹۸، او در "ویلا مادالناً بازی کرد و پس از یک همکاری کوتاه با ضبط تلویزیون- جایی که در "زندگی متقابل" (۲۰۰۰) اثر مارکوس لازارینی ظاهر شد - به گلوبو بازگشت تا در "یک قدیس حامی" (۲۰۰۱) اثر والسیر کاراسکو بازی کند.
و سپس در نقش مادالنا در «امید» (۲۰۰۲) و در سال ۲۰۰۳ در نقش کارمن در «شکلات با فلفل» ظاهر شد.
در سال ۲۰۰۵، او در مینی‌سریال «امروز روز مریم است» بازی کرد. کاردوسو همچنین در «پیامبر» (۲۰۰۶) و «دو چهره» (۲۰۰۷) اثر آگوینالدو سیلوا ایفای نقش کرد. در «جاده به هند» (۲۰۰۹) او نقش لاکشمی آناندا، یک شخصیت هندی را بازی کرد.
در سال ۲۰۱۰، او ماریکیتا را در «آراگوآیا» به تصویر کشید. در سال ۲۰۱۲، در نقش دوروتیا در بازسازی «گابریلا» - اقتباسی از رمان ژورژه آمادو با فیلمنامه‌نویسی والسیر کاراسکو - ظاهر شد.
در سال ۲۰۱۴، او در سه تولید گلوبو حضور یافت: سریال تلویزیونی «بانوی دوم» و تله‌نوول‌های «امپراتوری» و «بوگی اوگی».
در ۲۶ آوریل ۲۰۲۴، لورا کاردوسو در مراسمی ویژه در سرویس استریم گلوبال پلی برزیل مورد تقدیر قرار گرفت و جایزه‌ای ویژه دریافت کرد.

## فیلم گرافی
- ۱۹۶۴ - تقلید از خورشید
- ۱۹۶۴ - شاه پله
- ۱۹۶۵ - چهار برزیلی در پاریس
- ۱۹۶۹ - کوریسکو، شیطان بلوند
- ۱۹۷۶ - آنها مانند گذشته عشق نمی‌ورزند
- ۱۹۷۷ - تیرادنتس، شهید استقلال
- ۱۹۷۹ - مرغ‌های دریایی
- ۱۹۸۰ - آریلا
- ۱۹۸۲ - یک جفت سه … شرلی
- ۱۹۸۷ - کوئینکاس بوربا
- ۱۹۸۸ - زنا (فیلم کوتاه)
- ۱۹۸۸ - جانور رادیکال
- ۱۹۸۹ - ماه کامل
- ۱۹۹۰ - ملکه ضایعات فلزی … یولاندا مایا
- ۱۹۹۱ - شادی … کاندیدا پیکسوتو
- ۱۹۹۳ - زنان شنی … ایزاورا
- ۱۹۹۴ - سفر … دونا گیومار
- ۱۹۹۵ - برادران شجاعت … سینهالی
- ۱۹۹۵ - سرزمین خارجی … مانوئلا
- ۱۳۷۴ - قلب منفجر … ثریا
- ۱۹۹۶ - سالسا و مرنگه … روث کامپوس کیروش
- ۱۹۹۸ - ماجراجویی زیکو
- ۱۹۹۸ - محبوب من … یهدا فریرا د سوزا
- ۱۹۹۹ - Vila Madalena .... Deolinda Xavier
- ۲۰۰۰ - از طریق پنجره … سلما
- ۲۰۰۱ – کوپاکابانا … سلما
- ۲۰۰۱ - قدیس حامی
- ۲۰۰۲ - در بارسیلوانا
- ۲۰۰۲ - مرگ
- ۲۰۰۲ - امید
- ۲۰۰۳ - شکلات با فلفل
- ۲۰۰۴ - مانند یک موج
- تحت مدیریت جدید … مادر برتر
- ۲۰۰۵ - امروز روز مریم است … راوی
- ۲۰۰۶ - زیبا … زن (کمئو)
- ۲۰۰۶ - پیامبر … ابیگل
- ۲۰۰۷ - آرزوی ممنوع … سباستیانا (کمئو)
- ۲۰۰۷ - دو چهره … آلیس (کمئو)
- ۲۰۰۸ - دایره سنگی … پروزوپیا (کمئو)
- ۲۰۰۹ - هندی – داستان عاشقانه … لاکشمی آناندا
- ۲۰۱۰ - آراگوآیا … لیدی باگ
- ۲۰۱۱ - خانواده بزرگ … گلوریا روزا و سیلوا
- ۲۰۱۲ - گابریلا … دوروتیا
- ۲۰۱۳ - یک پا در گور
- ۲۰۱۳ - گل کارائیب
- ۲۰۱۴ - امپراتوری
- ۲۰۱۶ - طلوع خورشید
- ۲۰۱۷ - طرف دیگر بهشت
- ۲۰۱۹ - آخرین به روز رسانی